# Surf polo
Il surf polo è uno sport di squadra, variante della pallanuoto e del surf, le cui origini risalgono agli anni trenta e anni quaranta.

## Storia
La sua invenzione viene attribuita a Louis Kahanamoku, fratello di Duke Kahanamoku, che lo diffuse sulle spiagge di Waikiki, quartiere sulla costa sud dell'isola di Oahu, Hawaii.

## Regole
Lo sport è l'unione tra la pallanuoto e il surf. Il regolamento coincide con quello della pallanuoto, tranne per il fatto che i giocatori disputano la partita sopra tavole da surf.